# Ronnie Deauville
Ronnie Deauville (28. srpna 1925 Miami, Florida – 24. prosince 1990 Vero Beach, Florida) byl americký zpěvák ve stylu Franka Sinatry, který se poprvé začal zajímat o zpěv, zatímco byl v námořním leteckém sboru během druhé světové války. Jeho oblíbená kapela byla Tommyho Dorseyho a jeho pěvecký styl odrážel obdiv k přednímu zpěváku skupiny Franku Sinatrovi.
Po válce získal Ronnie svou první práci jako zpěvák v malé divadelní hře v Hollywoodu, kde ho objevil hledač talentů Paramount Pictures, který mu získal první práci s kapelou Glen Gray's Orchestra. V následujících letech Ronnie spolupracoval se všemi skvělými skupinami dne a jako sólový umělec zpíval na takových přehlídkách jako je Ted Mack Family TV a The Colgate Comedy Hour. Byl také hostujícím umělcem v několika špičkových nočních klubech, jako je Mocambo v Los Angeles a El Mirador v Palm Springs.

## Život
Nicméně, jeho pěvecká kariéra nebyla tak dlouhá jako v září 1956. Ronnie měl v automobilovou nehodu, dostal obrnu a byl paralyzován od krku dolů. To bylo jen několik měsíců předtím, než se na scéně objevila vakcína Salk. Ronnie strávil více než rok na umělé plíci. Jeho šance na opětovný zpěv byly považovány za nulové, protože neměl prakticky žádné dechové ovládání. Po několika měsících náročných cvičení se Ronnie vrátil do místní televizní show v Los Angeles. Pokračoval v plnění dalších prezentací, než přestal kvůli svému zdraví. Ronnie skončil na invalidním vozíku po zbytek svého života.

## Konec kariéry
Ronnieho kariéra byla potlačena, ale ne úplně zničena. Ralph Edwards brzy zpracoval příběh Ronnieho ve svém televizním pořadu "This Is Your Life", o který byl takový zájem, že se Ronniemu podařilo nalézt práci v oblasti filmového dabingu pro 20th Century-Fox, Warner Brothers a Allied Artists. Zemřel na rakovinu na Štědrý den roku 1990.